# Гондор
Гондор е кралство в южната част на Средна земя, създадено от братята Исилдур и Анарион — синове на Елендил, владетел на северното кралство – Арнор.
Първоначално Гондор включвал земите на юг от Мъгливите планини и на запад от река Андуин, като на юг обхващал и страната Харад. На изток Гондор граничел с Кафявите земи и страната Мордор.
В по-късни времена Гондор бил отслабен от вътрешни междуособици, голям дял в които имали т.нар. Черни нуменорци и така били загубени земите на Харад и голямото пристанище там.
Когато от източните земи се появили Колесарите (Източните люде, Истерлинги), гибел заплашила Гондор, но тогава от север дошла помощ в лицето на Конниците – Еорлинги, наречени отсетне Рохирими или Роханци. Техният крал Еорл Млади пристигнал в последния момент, разгромил и изхвърлил Колесарите далеч в Кафявите земи.
И понеже нямало крал в Гондор, наместникът Кирион в знак на благодарност и вечна дружба дарил на Еорл и народа му земята между Белите планини на юг, Мъгливите планини и гората Ветроклин на север и река Андуин на изток. Просторни били тези земи, та за Рохиримите било от голяма полза да отглеждат там своите конски табуни.
По този начин кралство Гондор намалило своята площ, но границите му били вече сигурни. Престолният му град бил Осгилиат и бил разположен на двата бряга на Андуин Велики, точно срещу стените на Мордор. На запад от Осгилиат в самите стени на белите планини бил построен стражевия град Минас Тирит, където в тежки времена се укривали гондорци и от тази твърдина се отбранявали. Тук било посадено Бялото дърво — символ на просперитета и благополучието на кралство Гондор.
По време на Войната за Пръстена, Осгилиат бил разрушен изцяло, а и Минас Тирит бил застрашен, но роханските конници се притекли навреме на помощ и града, както и кралството били спасени.
След падането на Саурон и завръщането на крал Елесар, Гондор малко по малко възвърнал славата и блясъка си от миналото. С помощта на народа на Наугримите (Джуджетата) под ръководството на Гимли, сина на Глоини, приятел на крал Елесар, Минас Тирит бил съграден отново, а също и престолният град Осгилиат.
По заповед на краля наместникът Фарамир се отправил в областта Итилиен – градината на Гондор, където с помощта на Прекрасния народ (Елфите) опустошенията от войната били заличени.